# Terrisaaret (ö i Mellersta Finland, Joutsa)
Terrisaaret är en ö i Finland. Den ligger i sjön Viheri och i kommunen Joutsa i den ekonomiska regionen  Joutsa och landskapet Mellersta Finland, i den södra delen av landet, 180 km norr om huvudstaden Helsingfors. Öns area är 0,6 hektar och dess största längd är 130 meter i öst-västlig riktning.  Notera att namnet antyder att det är fråga om flera öar.